# Budaörs
Budaörs è una città di 27.665 abitanti situata nella contea di Pest, nell'Ungheria settentrionale.

## Amministrazione

### Gemellaggi
- Bretzfeld, Germania
- Pirgos, Grecia
- Roudnice nad Labem, Repubblica Ceca
- Nová Vieska, Slovacchia
- Kanjiža, Serbia